# Route nationale 79
La route nationale 79 (RN 79 o N 79) è una strada nazionale francese che parte da Montmarault e termina a Mâcon.

## Percorso
Prima del 1972, aveva inizio a Saint-Éloi, ad est di Nevers, dalla N78 e si dirigeva a sud-est lungo la sponda destra della Loira. Fino a Decize fu riassegnata alla N81, in seguito fu declassata a D979. Lasciava la valle della Loira a Digoin per poi attraversare Paray-le-Monial e proseguire ad est: dopo questo centro il vecchio tracciato è conosciuto come D17, mentre la nuova N79 segue un percorso parallelo.
La vecchia statale passava per Charolles e giungeva a Mâcon. Dopo aver passato la Saona serviva Bourg-en-Bresse (questo tratto è stato declassato a D1079 nel 2006), attraversava l’Ain (oggi come D979) e finiva a La Cluse, frazione di Montréal-la-Cluse, all’incrocio con la N84.
Dal 1972 agli anni novanta la N79 cominciava a Moulins dalla N7 e passava per Chevagnes, Dompierre-sur-Besbre, Diou e Digoin, dove si ricongiungeva all’antico tracciato. Essa riprendeva tronconi della N73 e della N448 ed ora è denominata D779.
Nel 1999 venne aperta la nuova strada, parte della strada europea E62, che da Montmarault si dirige a nord-est e, dopo aver aggirato Dompierre, segue i precedenti tracciati per poi concludersi a sud di Mâcon, dove all’incrocio con l’ex N6 viene continuata dall’Autoroute A406.